# 郭玉 (法国记者)
郭玉（法語：Ursula Gauthier），一譯高潔，法國女性作家、記者。1979年至1989年在華居住，其間在北京大學學習漢語。2009年以《新觀察家》記者身份駐京。長期關注中國人權、西藏問題。2015年，郭玉因评论新疆发生的恐怖袭击与巴黎的袭击“没有丝毫共同之处”“可能是因为受到了虐待、遭遇了不公或财产被侵占而进行的报复”，这种公然为恐怖主义行径、为残忍杀害无辜平民行径张目的行为，引发了中国民众的公愤，遭中華人民共和國外交部批评
，并拒絕為其續簽記者簽證。
這篇文章主要講了今年9月新疆邊遠地區的漢族礦工遭到持刀襲擊，造成人員傷亡的事件。據稱，該事件導致50多人喪生。官方報道稱，中國打擊新疆激進分子的行動是全球反恐行動的一部分。在巴黎發生襲擊事件之前，只有外國新聞媒體報道了煤礦遭襲事件。高潔在文章中寫道，「人權組織稱，新疆的暴力活動更多是由年輕人的激進化造成的，維吾爾人在生活中的方方面面——文化、語言、宗教、受教育機會、工作，甚至護照——都遭到無情壓制，導致這些年輕人走向極端。」
2016年1月1日凌晨，郭玉離開了中國。成為三年來第一名被中國政府驅逐的外國記者。
但其本人表示是中国官媒歪曲了她的文章。《环球时报》文章中所批评的内容与她的报道的原文有出入。她说，他们所谴责的并不我写的内容。她当然拒绝为她所没有写的内容道歉。

## 被驱逐事件

### 环球网发表攻击文章
中国官媒环球网11月20日攻击文高洁章的标题：法国《新观察家》，请你有点底线的社评文章。批评“　法国《新观察家》杂志网站18日发表一篇其驻北京记者高洁的长篇文章，该文对中国关于莫在反恐问题上搞双重标准的呼吁做了非常刺耳的评述，嘲讽这种呼吁是中国向法国表示同情时塞的“私货”。文章猛烈抨击中国新疆的民族政策，直接宣称“新疆暴力更多的是由于受到无情的镇压”。法国国际广播电台表示“确实，懂法语的读者可以在高洁11月18日发表的文章中搜寻一下，不难发现文章从头至尾都未出现环球时报所指的“私货”这两个字。不知环球时报这两个字究竟指的是什么？此外，文章也没有环球时报列举这一句子：“新疆暴力更多的是由于受到无情的镇压”。这句话倒是在高洁去年三月发表的文章中出现，但这是她引用的来自国际人权组织的评论。并非是出自她本人的评论。”
次日，環球網又發表署名為「勞木」的評論《法國《新觀察家》反華言論不值一駁》，進而指控郭玉「為恐怖分子張目」、「分裂中國」。
《环球时报》、《人民日报》等官方媒体随后以“严重歪曲”、“胡说八道”、“反华行为”等措辞予以公开谴责。高洁的私人住址、照片也相继在中国的新浪、126等网络平台被恶意曝光，她本人甚至收到死亡恐吓。

### 中国外交部传唤
高洁因此遭中国外交部多次传唤，当局几度要求她发表公开道歉。
中國外交部外國記者新聞中心約見了郭玉，要求她做出解釋；郭玉则表示《環球時報》曲解了她的文章。幾天後，外國記者新聞中心的一位負責人再次約見郭玉，態度緩和地表示《環球時報》把事情鬧大，並願意和郭玉一起解決問題，幫助她留下來。這讓郭玉感覺外交部也很為難，會面後她把她的報道原文發給外交部，並給環球時報寫了一封信希望表明文章原意。又過了幾天，外交部再次與郭玉接觸，這一次，她被要求公開道歉、公開聲明不支持恐怖主義，並與那些將她的境況作為中國政府「侵犯新聞自由」證據的境外媒體和非政府組織劃清界限。外交部並沒有向郭玉明確提出至於具體的道歉形式，但要求公開程度要和她的文章影響相匹配。
郭玉說。很快，她接到外交部的電話通知，不再續發她的記者證。
對於雙方的三次接觸，外交部在後來的例行記者會上表示「目前雙方達成的約定是選擇不對外公布。」但郭玉對端傳媒否認了曾和外交部達成此項約定。
12月26日，外交部記者會上宣布了郭玉「已不適合繼續留在中國工作」，痛斥郭玉文章「公然為恐怖主義行徑，為殘忍殺害無辜平民行徑張目」。

### 高洁表示
郭玉说：“他们说这是因为我拒绝对我11月18号写的报道，作出严肃公开的道歉，这篇报道是关于新疆的情况。他们说我应该向中国人民道歉，因为我伤害了他们的感情。我不认为我的报道伤害了任何人的感情，因为我其实不觉得他们真的读了我的报道。 每个人对这篇报道的理解，都是基于环球时报的分析。但是环球时报扭曲了我的报道，严重扭曲，我认为让我的文章面目全非 。今天发言人说，我支持恐怖主义，对无辜受害者没有同情心，我怀疑他到底有没有读我的文章，我不能确定。”
「對於如此荒謬的事情，能說什麼呢？」高潔周六接受電話採訪時說。「他們不是在指控我，只是想驅逐我，損害我的名譽。所以這只是虛誇言辭，僅此而已。他們自己都不相信自己說的那些話。」
高洁周五向法国国际广播电台表示，是中国官媒歪曲了她的文章。《环球时报》文章中所批评的内容与她的报道的原文有出入。她说，他们所谴责的并不我写的内容。她当然拒绝为她所没有写的内容道歉。
高洁周五接受法国国际广播电台采访时表示，她认为中国官方对她的打压同北京在少数民族问题上立场越来越强硬有关。这同维族学者伊利哈木•土赫題被判无期徒刑，知名律师浦志强因有关新疆的微博而被判刑都同出一辙。北京试图以此向外界发出一个强烈的信号：中国政府在民族问题上容不得来自国内国外的半点批评。

### 引起的反响
高洁遭到驱逐的消息引发法国政府与舆论强烈反弹。法国文化部强调捍卫言论自由的重要性，并声称将继续与中方斡旋对话。新观察家周刊总裁Matthieu Croissandeau则表示：这是对新闻自由的难以容忍的攻击，是对记者职业行为的束缚。
驻华外国记者协会及记者无国界等组织此前也纷纷发表声明对高洁事件表达强烈关注。驻华外国记者协会认为，批评时政是记者工作的一部分，记者无国界也对中国官方对高洁的恐吓与侮辱提出谴责。

## 原文链接
- 中共當局憤慨的法國記者高潔(郭玉)報道全文 阿波羅新聞
- 法國記者高潔究竟說了什麼？ 明鏡新聞